# Pygame
Pygame là một bộ mô-đun Python đa nền tảng được thiết kế để viết trò chơi điện tử. Nó bao gồm đồ họa máy tính và thư viện âm thanh được thiết kế để sử dụng với ngôn ngữ lập trình Python.

## Lịch sử
Pygame ban đầu được viết bởi Pete Shinners để thay thế PySDL sau khi quá trình phát triển của nó bị đình trệ. Đây là một dự án cộng đồng từ năm 2000 và được phát hành theo phần mềm miễn phí mã nguồn mở GNU Lesser General Public License.

## Phát triển bản 2
Pygame phiên bản 2 được lên kế hoạch là "Pygame Reloaded" vào năm 2009, nhưng việc phát triển và bảo trì pygame đã hoàn toàn dừng lại cho đến cuối năm 2016 với phiên bản 1.9.1. Sau khi phát hành phiên bản 1.9.5 vào tháng 3 năm 2019, việc phát triển phiên bản 2 mới đang hoạt động theo lộ trình.
Pygame 2.0 được phát hành vào ngày 28 tháng 10 năm 2020, nhân ngày sinh nhật thứ 20 của pygame.

## Kiến trúc và tính năng
Pygame sử dụng thư viện Simple DirectMedia Layer (SDL), với mục đích cho phép phát triển trò chơi máy tính trong thời gian thực mà không cần cơ chế bậc thấp của ngôn ngữ lập trình C và các dẫn xuất của nó. Điều này dựa trên giả định rằng các chức năng đắt tiền nhất bên trong trò chơi có thể được trừu tượng hóa khỏi logic trò chơi, do đó có thể sử dụng ngôn ngữ lập trình bậc cao, chẳng hạn như Python, để cấu trúc trò chơi. [5]
Các tính năng khác mà SDL không có bao gồm toán học vectơ, phát hiện va chạm, quản lý độ họa 2d, hỗ trợ MIDI, camera, thao tác mảng pixel, chuyển đổi, lọc, hỗ trợ phông chữ freetype nâng cao và vẽ.
Các ứng dụng sử dụng pygame có thể chạy trên điện thoại và máy tính bảng Android với việc sử dụng Bộ phụ pygame cho Android (pgs4a). Âm thanh, rung, bàn phím và gia tốc kế được hỗ trợ trên Android.

## Liên Kết ngoài
- https://www.pygame.org: Trang chủ pygame